# Da capo al fine
Италијанска ознака Da Capo al Fine значи од почетка до краја (скраћено D.C. изговара се да капо, значи од почетка). Када се одсвира до те ознаке, враћа се на почетак композиције и свира до места на којем пише Fine (kraj), као на пример:
D.C. al Fine (Da Capo al Fine) је скраћеница или абревијатура у нотном писању која музичару троструко помаже:
1. штеди време (не мора два пута исти нотни текст да се пише),
2. штеди простор (јер се не нотира два пута исто),
3. визуелно поједностављује нотни текст.